# Степновский
Степновский — посёлок в Николаевском районе Волгоградской области России, административный центр Степновского сельского поселения.
Население — 1146 (2010)

## История
Основан в 1933 году как третий участок колхоза «Путь к коммунизму». До 1933 года здесь не было построек, кроме хутора Грицуты. В 1933 году сюда перетащили амбар, построили мастерские, саманную кузницу. Начали из других хуторов перевозить сюда дома. В том же 1933 году третий участок был выделен в самостоятельный колхоз им. Крупской. В 1935 году организована Степновская МТС, образован Степновский сельский совет. В 1937 году открылась Степновская семилетняя школа, в 1940 году — медпункт.
В годы Великой Отечественной войны на фронт ушло 113 человек. Вернулось 73 человека.
В 1952 году в результате укрупнения нескольких хозяйств вновь образован колхоз «Путь к коммунизму». В 1954 году началось освоение целинных земель. В 1965 году началось строительство государственной оросительной системы «Заволжье». В 1969 году колхоз «Путь к коммунизму» преобразован в совхоз «Путь к коммунизму».
В соответствии с решением Волгоградского облисполкома от 17 мая 1978 года № 10/382 «О некоторых изменениях в административно-территориальном делении области» населенные пункты, имеющие служебное и временное значение — посёлки ОТФ № 8, 9, 10, 11, 12, 13, 14, 15 совхоза «Путь к коммунизму», были приписаны к постоянному населённому пункту — к пос. Степновский.
В 1992 году совхоз «Путь к коммунизму» был реорганизован в АОЗТ «Степновское». В 2002 году в связи с банкротством хозяйство было продано, получило название ЗАО «Прогресс».

## Физико-географическая характеристика
Посёлок расположено в Заволжье, в пределах Прикаспийской низменности, на высоте около 30 метров выше уровня мирового океана. Почвы каштановые. Почвообразующие породы — пески.
Географическое положение
По автомобильной дороге расстояние до областного центра города Волгограда составляет 230 км, до районного центра города Николаевск — 45 км.
Климат
Климат континентальный, засушливый (согласно классификации климатов Кёппена-Гейгера — Dfa). Среднегодовая температура воздуха положительная и составляет + 7,4 °C, средняя температура самого холодного месяца января — 9,1 °C, самого жаркого месяца июля + 23,6 °C. Расчётная многолетняя норма осадков — 364 мм. Наименьшее количество осадков выпадает в марте (20 мм), наибольшее в июне (43 мм)
Часовой пояс
Степновский, как и вся Волгоградская область, находится в часовой зоне МСК (московское время). Смещение применяемого времени относительно UTC составляет +3:00.

## Население
| 1987  | 2002 |
| ----- | ---- |
| ≈1300 | 1170 |

| 2010 |
| ---- |
| 1146 |

## Инфраструктура
Было развито сельское хозяйство.